# 怪盗グルーの月泥棒 3D
『怪盗グルーの月泥棒』（かいとうグルーのつきどろぼう、原題: Despicable Me（→悪党な俺））は、2010年にユニバーサル・ピクチャーズ、イルミネーション（当時イルミネーション・エンターテインメント）、SPAスタジオが制作し、ユニバーサルが配給したアメリカのアニメーションコメディ映画である。本作は、同名のフランチャイズの第1作であり、イルミネーションの初の長編作品であり、クリス・ルノーとピエール・コフィンの監督デビュー作でもある。制作はクリス・メレダンドリ、ジャネット・ヒーリー、ジョン・コーエンが担当し、脚本はシンコ・ポールとケン・ダウリオが執筆し、セルジオ・パブロスの原案に基づいている。声の出演にはスティーヴ・カレル、ジェイソン・シーゲル、ラッセル・ブランド、クリステン・ウィグ、ミランダ・コスグローヴ、ウィル・アーネット、ダニー・マクブライド、ジャック・マクブレイヤー、ジュリー・アンドリュースが名を連ねている。本作は、長年悪党として活躍してきたフェロニアス・グルーが、悪だくみに利用するために3人の孤児の少女を養子にするものの、しだいに彼女たちに情が移っていく物語である。
『怪盗グルーの月泥棒』の企画は、イルミネーション設立後の2007年にパブロスが悪役的な属性を持つ主人公のアイデアをメレダンドリに提案したことから始まり、ポールとダウリオが脚本を執筆した。2008年に正式に制作が発表され、多くのクリエイティブチームが参加した。アニメーションはパリに拠点を置くスタジオ「マック・ガフ」（現在のイルミネーション・スタジオ・パリ）が担当した。音楽はファレル・ウィリアムスとヘイター・ペレイラが作曲した。ファレルは挿入歌の作詞作曲や一部の歌唱も手掛けた。
『怪盗グルーの月泥棒』は2010年6月9日にアヌシー国際アニメーション映画祭で初上映され、7月9日にアメリカで劇場公開された。本作は批評家から好意的な評価を受け、全世界で5億4,320万ドルを記録し、2010年の興行収入で第9位となった。また、ゴールデングローブ賞、英国アカデミー賞（BAFTA）、アニー賞でアニメーション映画賞にノミネートされ、2011年キッズ・チョイス・アワードではフェイバリットアニメーション映画賞を受賞した。本作は成功したフランチャイズの出発点となり、3本の続編（『怪盗グルーのミニオン危機一発』（2013年）、『怪盗グルーのミニオン大脱走』（2017年）、『怪盗グルーのミニオン超変身』（2024年））と、3本の前日譚（『ミニオンズ』（2015年）、『ミニオンズ フィーバー』（2022年）、『ミニオンズ3』（仮称／2027年予定））が制作されている。

## ストーリー
悪党のグルーは、黄色い小さな生物である怪盗軍団ミニオン達と共に、ネファリオ博士が開発した道具を使って盗みを働いていた。しかし最近では悪党としての華やかな活躍は無く、世界一の悪党を目指す彼はこの状況を挽回するために月を盗むことを計画する。しかし月に行くための資金は尽きており、悪党銀行のパーキンス氏に融資を申し込みに行くもけんもほろろに断られてしまう。銀行の支援を受けるためには、月を縮小させて盗みやすくする「縮ませ光線銃」が必要だったため、グルーはその銃を手に入れるが、ライバル怪盗・ベクターに銃を盗まれてしまう。
グルーはベクターの家に侵入し銃の奪回を試みるが、最新の防衛システムを駆使するベクターにことごとく返り討ちにされてしまう。あるとき、ベクターの家に出入りしてクッキーを売っている孤児の三姉妹・マーゴ、イディス、アグネスを目撃したグルーは、彼女たちを利用して、何とか銃の奪回に成功する。三姉妹は養護施設におり、施設の職員であるハッティーにクッキーを売るノルマを課せられていた。グルーは三姉妹に懐かれてしまい、共同生活を送ることになる。最初は嫌がり、めんどくさがるグルーだったが、遊園地などで一緒に遊んだり生活する内に、子供達に少しずつ愛情が芽生えていく。しかし、盗みの仕事に身の入らないグルーは、三姉妹が作戦の邪魔になると考えた博士に三姉妹を追い出せと怒られてしまう。三姉妹は博士によって養護施設に戻されてしまい、グルーは落胆する。アグネスから、バレエの発表会に来て欲しいと言われるが、その日はグルーが月を盗む日だった。
グルーはロケットに乗って宇宙へと旅立ち、「縮ませ光線銃」で月を盗むのに成功した。作戦成功に大喜びするグルーだが、彼はある事をふと思い出す。それは三姉妹のバレエの発表会のことであった。実はグルーがベクターにクッキーを届ける前、三姉妹のバレエを見てアグネスからチケットをもらって見に行く約束をし、ミニオンがグルーのポケットにチケットを入れていたのだ。
急いで地球に戻りバレエの会場に着いたグルーだが、もう発表会は終わっていた。発表会の会場には、ベクターから三姉妹を誘拐したというメッセージがあり、返して欲しければ、月をよこせと書いてあった。グルーは三姉妹を助けるため、自分が手に入れた月をベクターに渡す。しかし、ベクターは三姉妹を返すことなくグルーを殺そうとする。博士の助けにより、グルーは三姉妹を取り戻すが、銃の効果が切れた月は少しずつ元の大きさに戻り始め、計画に失敗したベクターと共に宇宙に戻る。
グルーは本当の幸せを掴むため、三姉妹を引き取って一緒に暮らすことを決める。三姉妹とグルーは一度は盗んだ月を一緒に眺めるのだった。

## 登場人物
フェロニアス・グルー（Felonious Gru）
声 - スティーヴ・カレル（笑福亭鶴瓶）
本作の主人公。ミニオンたちのリーダー。盗みや嫌がらせなど、人々を困らせることが大好きで、子供嫌い。世界を驚かす悪事をしようと月を盗む計画を遂行する最中に、ひょんなことから三姉妹の父親代わりとなる羽目になってしまう。カイルというペットを飼っている。最近は成果を出せていないが悪党としての腕は悪くない。一方で嘘の付き方が下手など頭が良いとは言えない時もある。
ミニオンズ（Minions）
グルーの手下の黄色く背の小さい生物。ネファリオ博士がシリアル（日本語吹き替え版ではバナナ）から作ったという。しかし後に人類以前に存在していたことが、スピンオフ作で明かされる。やる気はあるが、ドジな性格のため失敗を重ねてしまう。底抜けに明るくて、能天気な性格。基本的に不老不死らしく、空気がなくても生きていける。話す言葉は独特の言語である（本シリーズのDVD英語字幕では、本作「月泥棒」でGibberish（ちんぷんかんぷん）、続編の「危機一発」以降は、Minionese（ミニオン語）と記されている）が、人間の言葉は理解できるようである。
ベクター（Vector）
声 - ジェイソン・シーゲル（山寺宏一）
グルーの宿敵。狡猾で自信過剰な性格。相手の真剣な約束を平気で破る卑怯者でもある。眼鏡にジャージ姿が特徴。グルーの計画を阻止しようとする。本名はビクター。通り名は「ベクトル」から取っている。グルーから月を貰い、まんまと基地から脱出したが、突然大きくなった月の影響でピンチに陥り、最後は元どおりになった月と一緒に宇宙に行った。
ネファリオ博士（Dr. Nefario）
声 - ラッセル・ブランド（伊井篤史）
グルーの家に暮らすマッドサイエンティスト。年齢は約150歳。頭脳明晰だが奇人。一方で冷徹でもあり、三姉妹がグルーにとって作戦の邪魔になると考え、養護施設に戻す。
マーゴ（Margo）
声 - ミランダ・コスグローヴ（須藤祐実）
グルーの元にやってきた三姉妹の長女。しっかり者で面倒見がいいが、理屈屋で過保護な所がある。実父については不明。フチありの眼鏡をかけている。制服のシャツは、スカートの外に出して着てる。
イディス（Edith）
声 - デイナ・ゲイアー（矢島晶子）
三姉妹の次女。好奇心旺盛で何にでも手を付けたがる為に、よく騒動を巻き起こしてはグルーを困らせる。いつも白い長靴を履いていて、バレエの発表会も長靴でステージに立つ。
アグネス（Agnes）
声 - エルシー・フィッシャー（芦田愛菜）
三姉妹の三女。純粋な性格で誰にでも友好的に接するが、内面では愛に飢えている。三姉妹の中で最もグルーに懐いている。ユニコーンが大好きで、それを模したぬいぐるみをねだる。
マレーナ・グルー（Marlena Gru）
声 - ジュリー・アンドリュース（京田尚子）
グルーの母。グルーがロケットを作ってもそれなりの反応は見せず、かなりキツイ言動が目立つが、昔のグルーの写真アルバムをいまだに大切に持っているなど本来は優しい性格。
パーキンス氏（Mr. Perkins）
声 - ウィル・アーネット（内海賢二）
犯罪者に協力する「悪党銀行」の経営者。実はベクターの父親であり、「縮ませ光線銃」を取り返すように命令する。
ハッティーさん（Miss Hattie）
声 - クリステン・ウィグ（安達忍）
三姉妹がグルーのもとへ訪れる前にいた養護施設の経営者の中年女性。見た目は優しそうだが、冷たい性格。
フレッド・マクデイド（Fred McDade）
声 - ダニー・マクブライド（青山穣）
グルーの隣人。明るい性格でグルーに話しかけるが、彼が飼っている犬のしつけがなっておらず注意される。

## キャスト
| 役名                 | 役名                 | 声優                     | 声優         |
| 役名                 | 役名                 | 原語版                   | 日本語吹替版 |
| -------------------- | -------------------- | ------------------------ | ------------ |
| グルー               | グルー               | スティーヴ・カレル       | 笑福亭鶴瓶   |
| ミニオンズ           | ケビン               | ピエール・コフィン       | 多田野曜平   |
| ミニオンズ           | スチュワート         | ピエール・コフィン       | 青山穣       |
| ミニオンズ           | ティム               | ピエール・コフィン       |              |
| ミニオンズ           | マーク               | ピエール・コフィン       |              |
| ミニオンズ           | フィル               | ピエール・コフィン       |              |
| ミニオンズ           | デイブ               | クリス・ルノー           | 桜井敏治     |
| ミニオンズ           | ジェリー             | ジェマイン・クレメント   |              |
| ベクター             | ベクター             | ジェイソン・シーゲル     | 山寺宏一     |
| ネファリオ博士       | ネファリオ博士       | ラッセル・ブランド       | 伊井篤史     |
| マーゴ               | マーゴ               | ミランダ・コスグローヴ   | 須藤祐実     |
| イディス             | イディス             | デイナ・ゲイアー         | 矢島晶子     |
| アグネス             | アグネス             | エルシー・フィッシャー   | 芦田愛菜     |
| マレーナ・グルー     | マレーナ・グルー     | ジュリー・アンドリュース | 京田尚子     |
| パーキンス氏         | パーキンス氏         | ウィル・アーネット       | 内海賢二     |
| ハッティーさん       | ハッティーさん       | クリステン・ウィグ       | 安達忍       |
| フレッド・マクデイド | フレッド・マクデイド | ダニー・マクブライド     | 青山穣       |
| ニュースキャスター   | ニュースキャスター   | ロブ・ヒューベル         | 大塚芳忠     |
| カーニバルバーカー   | カーニバルバーカー   | ジャック・マクブレイヤー | 佐藤せつじ   |
| ツーリストパパ       | ツーリストパパ       | ジャック・マクブレイヤー | 桜井敏治     |
| ツーリストママ       | ツーリストママ       | ミンディ・カリング       | 雨蘭咲木子   |
| エジプトの警備員     | エジプトの警備員     | ケン・デュアリオ         | 多田野曜平   |
| トークショーホスト   | トークショーホスト   | ケン・チョン             |              |

その他
魏涼子、石住昭彦、佐藤拓也、清水みか、岡哲也、榊原奈緒子

## 製作

### 企画開発と脚本
『怪盗グルーの月泥棒』（仮題『Evil Me』）の企画は、スペインのアニメーターであるセルジオ・パブロスが、悪役的な属性を持つ主人公のアイデアを提案したことから始まった。パブロスはこの企画をプロデューサーのクリス・メレダンドリに持ち込み、メレダンドリは2007年初頭に20世紀フォックス・アニメーションを離れた後、イルミネーション・エンターテインメントを設立した。脚本はシンコ・ポールとケン・ダウリオが担当した。その後、メレダンドリはピエール・コフィンとクリス・ルノーを共同監督に起用した。コフィンはマック・ガフ出身で、スタジオのコマーシャルを監督した経験が評価され、ルノーはブルースカイ・スタジオでのアニメーション経験が評価された。2008年11月、イルミネーションは初のCGアニメ映画として Despicable Me（原題）の制作を開始したことを発表した。
グルーの悪役ぶりが観客に好まれないと考えたメレダンドリは、監督たちに悪人描写をトーンダウンするよう指示した。しかしグルーを主演したスティーヴ・カレルは、序盤でグルーの悪辣さを描いておかなければ後に3人の孤児と絆を結んでも感動がないと主張した。その結果、グルーが風船を割ったり、カフェの客を冷凍銃で凍らせて喜ぶシーンが追加された。ミニオンが話す言語は、コフィンとルノーによって発明され、「ミニオン語」として知られている。2010年6月までに映画は完成した。

### アニメーションとデザイン
アニメーション作業は、パリに拠点を置くスタジオ「マック・ガフ」が担当し、わずか100人のアーティストによって行われた。ミニオンのキャラクター制作は、ピエール・コフィン、クリス・ルノー、キャラクターデザイナーのエリック・ギヨンが手掛けた。ミニオンは、当初の脚本には存在しておらず、製作の過程で追加された。最初のデザインでは、ミニオンは人間やロボットとして描かれていたが、最終的には小さな黄色いピル型の生き物に決定された。ルノーは、ミニオンは間が抜けていて「あまり賢くない」と表現している。このキャラクターは、映画『夢のチョコレート工場』（1971年）のウンパ・ルンパや『スター・ウォーズ』シリーズのジャワズに影響を受けた。さらに、バスター・キートンやチャーリー・チャップリンといった無声映画のスターや、バッグス・バニーなどのワーナー・ブラザーズのアニメキャラクターからもインスピレーションを得ている。

### 音楽

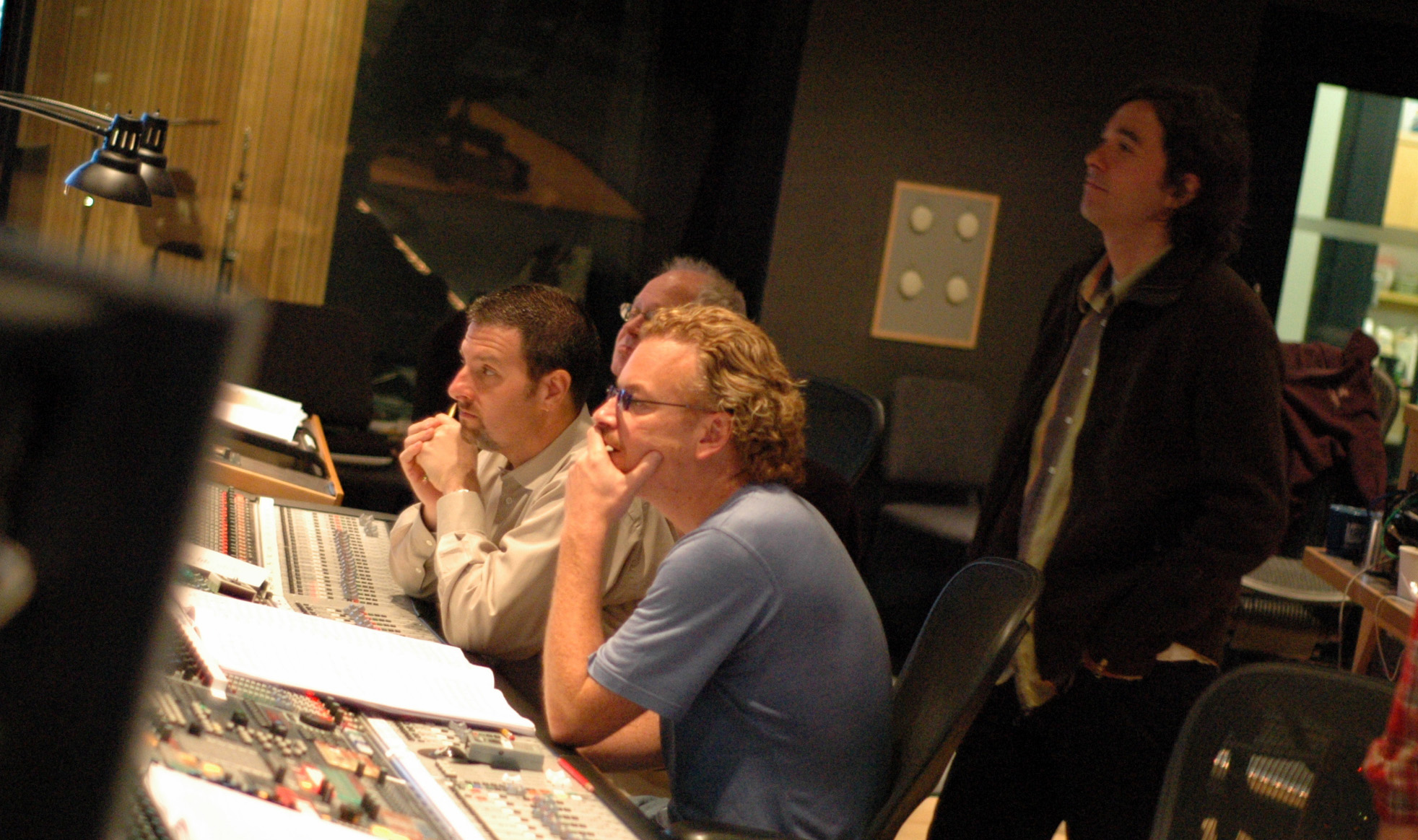
作曲家ヘイター・ペレイラ（右）が、映画のスコアの録音に参加している様子。

本作のサウンドトラック『怪盗グルーの月泥棒 オリジナル・サウンドトラック』は2010年7月6日にリリースされた。ファレル・ウィリアムスによって書かれ、演奏された新曲を含むほか、デスティニー&パリス、シルヴァーズ、ロビン・シック、ビージーズの楽曲が収録されている。

## マーケティングと公開
ユニバーサル・ピクチャーズは、本作のマーケティングキャンペーンにおいて、総額7500万ドル相当のライセンスおよびプロモーションパートナーと提携した。マーケティングパートナーには、エアヘッズ、チャーチズ・チキン、ハングリージャックス、カラー・ミー・マイン、アメリカン・エキスプレス、コダック、アイホップ、ベスト・バイなどが含まれていた。プロモーションの一環として、さまざまなプラットフォームで『Despicable Me: The Game』がリリースされた。
『怪盗グルーの月泥棒』は、2010年6月9日にアヌシー国際アニメーション映画祭で初上映され、6月27日にはロサンゼルスのノキア・シアターでプレミア上映が行われた。7月9日に全米で一般公開された。
ユニバーサル・ピクチャーズ・ホームエンターテイメントは、2010年12月14日に『怪盗グルーの月泥棒』をBlu-ray、Blu-ray 3D、DVDでリリースした。これらのパッケージには、メイキング映像や制作者によるコメンタリー、ゲーム、および短編映画『みんなで模様替え（Home Makeover）』『ミニオンのお仕事（Orientation Day）』『バナナ（Banana）』が収録されている。2017年には4K Ultra HD Blu-ray版もリリースされた。

### 書籍
2010年5月に、「My Dad the Super Villain (ISBN 0-316-08382-8)」、「Despicable Me: The Junior Novel (ISBN 0-316-08380-1)」、「Despicable Me: The World's Greatest Villain (ISBN 0-316-08377-1)」の3冊の関連書籍と、劇中にも登場する子供向けの絵本「Sleepy Kittens (ISBN 0-316-08381-X) 」が出版された。

### ゲーム
「Despicable Me: The Game」と題されたゲームが、PlayStation 2、PlayStation Portable、Wii向けにリリースされた。後に、ニンテンドーDS向けに「Despicable Me: Minion Mayhem」、iPhone・iPad向けにアプリ「Despicable Me: Minion Mania」がリリースされた。

## 評価

### 興行収入
『怪盗グルーの月泥棒』は、アメリカとカナダで2億5,160万ドル、その他の地域で2億9,160万ドルを記録し、全世界で合計5億4,320万ドルの興行収入を記録した。2010年の興行収入ランキングでは、第9位にランクインしている。
アメリカとカナダでは、2010年7月9日に『プレデターズ』と同時公開された。公開初週末には、3,476館の劇場で6,010万ドルの興収を記録した。第2週末には収入が42％減少して3,270万ドルとなり、第3週末には2,410万ドルとなった。最終的に『怪盗グルーの月泥棒』は、2011年1月20日に上映終了となり、2010年の米国興行収入ランキングで第7位となった。

### 批評家の反応
レビュー収集サイトRotten Tomatoesでは、『怪盗グルーの月泥棒』は203件のレビューに基づき80％の支持率を獲得し、平均評価は6.8/10となっている。同サイトでは、「ピクサーやルーニー・テューンズから大いに影響を受けながらも、『怪盗グルーの月泥棒』は家族向けの思慮深い作品で、独自の驚きをいくつももたらしている」という批評家のコンセンサスが示されている。Metacriticでは、35人の批評家による評価に基づき、加重平均スコア72/100を獲得し、「概ね好意的な評価」を受けている。また、CinemaScoreでは観客からA+からFまでの評価で平均「A」が与えられている。
『ローリング・ストーン』のピーター・トラヴァースは、本作の脚本が巧妙であり、監督たちは予想外の展開をうまく描いていると評し、4つ星中3つ星を与えた。『バラエティ』のピーター・デブルージュは、「アニメ作品では悪役が主役を奪うことが多いが、『怪盗グルーの月泥棒』は賢明にもメガロマニア的な悪党グルーにすべてを委ねている」と述べている。一方、『ヴィレッジ・ヴォイス』のロバート・ウィロンスキーは、本作を「楽しく、気軽に楽しめるが、記憶に残るものではない」としつつ、3D技術が画面を暗くしたり、集中を妨げたりしない点で稀有な作品だと評した。また、AP通信のクリスティ・レミールは、「子どもたちは喜び、大人は微笑んで楽しむだろうが、映画を見終わった後に誰の心境にも大きな変化はないだろう」としている。『アリゾナ・リパブリック』のビル・グディクンツは、ピクサー作品ほど物語の深みはなく、愉快なだけで、後世に残らないだろうと評価した。
一方、『フィラデルフィア・インクワイアラー』のキャリー・リッキーは、本作に4つ星中2.5の評価を与え、「短く、甘酸っぱく、笑えるというよりは楽しめる。『怪盗グルーの月泥棒』は好感を持たざるを得ない」と述べている。『スター・トリビューン』のコリン・コヴァートも同じく4つ星中2.5の評価を与え、「映画を見終わった後には微笑んでいるだろうが、ピクサー作品のように感情的に引き込まれることは期待しないほうがいい」とコメントしている。『USAトゥデイ』のクラウディア・プイグは、3D技術を巧みに活用した家族向けの映画であり、評価に値するとし、4つ星中3つ星を与えた。『シアトル・タイムズ』のトム・キーオは、同じく4つ星中3つ星の評価をし、「『怪盗グルーの月泥棒』は、私たちの無邪気さとカートゥーン的な無秩序への喜びに訴える作品だ」と述べた。『ボストン・グローブ』のタイ・バーも、視覚的な新しさと活気があり、子どもたちを楽しませるのに十分だが、大人も満足できるだけのウィットがあると評価し、4つ星中3つ星をつけた。著名な映画評論家ロジャー・イーバートは、4つ星中3つ星を与え、面白く、エネルギッシュで、悪党らしい毒を持ち、3D技術を活かした見せ場が豊富だと述べている。『シカゴ・トリビューン』のマイケル・フィリップスは、4つ星中2.5の評価を与え、乱雑ながら楽しい作品で「心温まる」部分に見どころがあるとした。
『エンパイア』のキム・ニューマンは、5つ星中3つ星の評価を与え、「CGアニメーションは一級品ではないが … 子どもにとっては楽しく感動的で、大人にとっては新鮮で賢く感じられる作品だ」と述べている。『ロサンゼルス・タイムズ』のケネス・トゥランは4つ星中2.5の評価を与え、「映画は観客に偽の巧妙さと過剰な感情を投げかけるため、最後には楽しかったというより疲れたとなる」と批評している。『ニューアーク・スター・レジャー』のスティーヴン・ウィッティも同様に2.5の評価を与え、「残念ながら『怪盗グルーの月泥棒』はまさに予測通りであり、グルーが唯一盗めなかったのは観客の心だった」と述べている。『ワシントン・ポスト』のアン・ホルナデイは、本作を「思いがけず心温まる、視覚的にも楽しい作品」と評価し、4つ星中3つ星を与えた。一方、『グローブ・アンド・メール』のリック・グロエンは、4つ星中満点の4つ星を与え、「このアニメ作品はほとんどピクサー以上にピクサーだ」と絶賛している。しかし、『サンフランシスコ・クロニクル』のミック・ラサールは、「『コララインとボタンの魔女』や『トイ・ストーリー3』といった最近のアニメ映画の完成度や野心と比較すると、『怪盗グルーの月泥棒』は製作する価値があったのか疑問で、見る価値もほとんどない」として、4つ星中2つ星をつけている。
NPRのボブ・モンデロは、本作を10点中8点とし、「全体的に愛らしく、スティーヴ・カレルのアクセントの奇妙さと同じくらいユニークな点を持っている。『怪盗グルーの月泥棒』は他のCGアニメ作品に似ている一方で … レトロな余情を感じさせるのだ」と評した。『ニューヨーク・タイムズ』のA・O・スコットは、本作に5つ星中2つ星を与え、「この映画には多くの要素が詰め込まれており、嫌悪するほどのものはないが、記憶に残るほどのものもない」と批評している。『ハリウッド・リポーター』のカーク・ハニカットは、「ピクサーの最高作には及ばないものの、面白く、巧妙で、心温まるキャラクターが登場する」と評価している。『タンパベイ・タイムズ』のスティーヴ・パーソールは、映画にB評価を与え、監督のピエール・コフィンとクリス・ルノーが物語を楽しくまとめ、続編を示唆する要素を残さずに締めくくっていると評している。『A.V.クラブ』のタシャ・ロビンソンは、映画にB評価を与え、「不気味な男＋孤児たち＝幸せな家族という公式に合わせて登場人物たちがいきなり不自然に変化し始めるまでは、『怪盗グルーの月泥棒』は楽しい喜びに満ちている」と述べた。

### 受賞歴
| 賞                                       | 受賞日         | カテゴリー                                                         | 受賞者                                                                              | 結果       | 脚注            |
| ---------------------------------------- | -------------- | ------------------------------------------------------------------ | ----------------------------------------------------------------------------------- | ---------- | --------------- |
| 女性映画ジャーナリスト同盟               | 2010年12月24日 | 長編アニメ賞                                                       | 『怪盗グルーの月泥棒』                                                              | ノミネート | [ 65 ] [ 66 ]   |
| 女性映画ジャーナリスト同盟               | 2010年12月24日 | 女性アニメ賞                                                       | ミランダ・コスグローヴ デイナ・ゲイアー エルシー・フィッシャー                      | ノミネート | [ 65 ] [ 66 ]   |
| エディー賞                               | 2011年2月19日  | 長編アニメ編集賞                                                   | グレゴリー・パーラー パメラ・ジーゲン＝シェフランド                                 | ノミネート | [ 67 ] [ 68 ]   |
| アニー賞                                 | 2011年2月5日   | 長編作品賞                                                         | 『怪盗グルーの月泥棒』                                                              | ノミネート | [ 69 ] [ 70 ]   |
| アニー賞                                 | 2011年2月5日   | 長編作品キャラクター・デザイン賞                                   | カーター・グッドリッチ                                                              | ノミネート | [ 69 ] [ 70 ]   |
| アニー賞                                 | 2011年2月5日   | 長編作品監督賞                                                     | ピエール・コフィン                                                                  | ノミネート | [ 69 ] [ 70 ]   |
| アニー賞                                 | 2011年2月5日   | 長編作品音楽賞                                                     | ファレル・ウィリアムス ヘイター・ペレイラ                                           | ノミネート | [ 69 ] [ 70 ]   |
| アニー賞                                 | 2011年2月5日   | 長編作品美術賞                                                     | ヤーロウ・チェイニー エリック・ギヨン                                               | ノミネート | [ 69 ] [ 70 ]   |
| アニー賞                                 | 2011年2月5日   | 長編作品声優賞                                                     | スティーヴ・カレル                                                                  | ノミネート | [ 69 ] [ 70 ]   |
| ASCAP賞                                  | 2011年6月23日  | 興行成績上位作品                                                   | ヘイター・ペレイラ ファレル・ウィリアムス                                           | 受賞       | [ 71 ]          |
| 英国アカデミー児童映画賞                 | 2011年11月27日 | キッズ投票 - 映画                                                  | 『怪盗グルーの月泥棒』                                                              | ノミネート | [ 72 ]          |
| 英国アカデミー賞                         | 2011年2月13日  | アニメ映画賞                                                       | クリス・ルノー ピエール・コフィン                                                   | ノミネート | [ 73 ] [ 74 ]   |
| シカゴ映画批評家協会賞                   | 2010年12月20日 | アニメ映画賞                                                       | 『怪盗グルーの月泥棒』                                                              | ノミネート | [ 75 ]          |
| コメディ賞                               | 2011年3月26日  | コメディ・アニメーション映画賞                                     | 『怪盗グルーの月泥棒』                                                              | ノミネート | [ 76 ] [ 77 ]   |
| クリティクス・チョイス・アワード         | 2011年1月14日  | アニメ映画賞                                                       | 『怪盗グルーの月泥棒』                                                              | ノミネート | [ 78 ]          |
| ゴールデングローブ賞                     | 2011年1月16日  | アニメ映画賞                                                       | 『怪盗グルーの月泥棒』                                                              | ノミネート | [ 79 ]          |
| ゴールデン・リール賞                     | 2011年2月20日  | 長編アニメ音響編集（効果音、フォーリー、台詞、ADR）部門賞          | 『怪盗グルーの月泥棒』                                                              | ノミネート | [ 80 ] [ 81 ]   |
| ゴールデン・トレーラー賞                 | 2010年6月10日  | 2010年夏のブロックバスター・ポスター賞                             | 「ティーザー・ワンシート」（イグニッション）                                        | ノミネート | [ 82 ]          |
| ヒューストン映画批評家協会賞             | 2010年12月18日 | アニメ映画賞                                                       | 『怪盗グルーの月泥棒』                                                              | ノミネート | [ 83 ]          |
| ICGパブリシスト大賞                      | 2011年2月25日  | マックスウェル・ワインバーグ・パブリシスト・ショーマンシップ映画賞 | 『怪盗グルーの月泥棒』                                                              | ノミネート | [ 84 ] [ 85 ]   |
| ムービーガイド賞                         | 2011年2月18日  | 家族向け映画ベスト                                                 | 『怪盗グルーの月泥棒』                                                              | ノミネート | [ 86 ] [ 87 ]   |
| ナショナル・ムービー・アワード           | 2011年5月10日  | アニメ賞                                                           | 『怪盗グルーの月泥棒』                                                              | ノミネート | [ 88 ]          |
| ネビュラ賞                               | 2011年5月21日  | レイ・ブラッドベリ ネビュラ賞 ドラマティック作品賞                 | クリス・ルノー ピエール・コフィン シンコ・ポール、ケン・ダウリオ セルジオ・パブロス | ノミネート | [ 89 ] [ 90 ]   |
| ニコロデオン・キッズ・チョイス・アワード | 2011年4月2日   | フェイバリットアニメーション映画賞                                 | 『怪盗グルーの月泥棒』                                                              | 受賞       | [ 91 ] [ 92 ]   |
| ニコロデオン・キッズ・チョイス・アワード | 2011年4月2日   | フェイバリットバットキッカー                                       | スティーヴ・カレル                                                                  | ノミネート | [ 91 ] [ 92 ]   |
| オンライン映画批評家協会賞               | 2011年1月3日   | アニメ映画賞                                                       | 『怪盗グルーの月泥棒』                                                              | ノミネート | [ 93 ] [ 94 ]   |
| ピープルズ・チョイス・アワード           | 2011年1月5日   | ファミリー映画賞                                                   | 『怪盗グルーの月泥棒』                                                              | ノミネート | [ 95 ] [ 96 ]   |
| 全米製作者組合賞                         | 2011年1月22日  | アニメ映画賞                                                       | ジョン・コーエン ジャネット・ヒーリー クリス・メレダンドリ                          | ノミネート | [ 97 ] [ 98 ]   |
| サンディエゴ映画批評家協会賞             | 2010年12月14日 | アニメ映画賞                                                       | 『怪盗グルーの月泥棒』                                                              | ノミネート | [ 99 ] [ 100 ]  |
| サテライト賞                             | 2010年12月19日 | アニメーション・ミックスメディア映画賞                             | 『怪盗グルーの月泥棒』                                                              | ノミネート | [ 101 ] [ 102 ] |
| サターン賞                               | 2011年6月23日  | アニメ映画賞                                                       | 『怪盗グルーの月泥棒』                                                              | ノミネート | [ 103 ]         |
| セントルイス映画批評家協会賞             | 2010年12月20日 | アニメ映画賞                                                       | 『怪盗グルーの月泥棒』                                                              | ノミネート | [ 104 ]         |
| ティーン・チョイス・アワード             | 2010年8月8日   | チョイス・サマー・ムービー                                         | 『怪盗グルーの月泥棒』                                                              | ノミネート | [ 105 ] [ 106 ] |
| トロント映画批評家協会賞                 | 2010年12月14日 | アニメ映画賞                                                       | 『怪盗グルーの月泥棒』                                                              | 2位        | [ 107 ]         |
| ワシントンD.C.映画批評家協会賞           | 2010年12月6日  | アニメ映画賞                                                       | 『怪盗グルーの月泥棒』                                                              | ノミネート | [ 108 ]         |
| 女性映画批評家サークル賞                 | 2010年12月23日 | 女性アニメ賞                                                       | 『怪盗グルーの月泥棒』                                                              | 受賞       | [ 109 ]         |

## テレビ放映
| 回数 | 放送局     | 放送枠           | 放送形態       | 放送日        | 放送時間      | 放送分数 | 平均世帯 視聴率 | 備考           |
| ---- | ---------- | ---------------- | -------------- | ------------- | ------------- | -------- | --------------- | -------------- |
| 1    | フジテレビ | （なし）         | （なし）       | 2013年9月21日 | 9:55 - 11:40  | 105分    |                 | 地上波初放送。 |
| 2    | フジテレビ | （なし）         | （なし）       | 2015年8月23日 | 13:00 - 14:55 | 115分    | 5.5%            |                |
| 3    | フジテレビ | 土曜プレミアム   | （なし）       | 2017年3月25日 | 21:00 - 23:10 | 130分    | 6.4%            |                |
| 4    | 日本テレビ | 金曜ロードショー | 本編ノーカット | 2023年2月17日 | 21:00 - 22:54 | 114分    | 5.3%            |                |

- 視聴率はビデオリサーチ調べ、関東地区・世帯・リアルタイム。

## 影響
『怪盗グルーの月泥棒』は、公開後に人気を博し、有力なマルチメディアフランチャイズへと発展した。この作品の基本的なコメディ要素やキャラクターは、成功の度合いは異なるもの『モンスター・ホテル』（2012年）、『LEGO ムービー』（2014年）、『コウノトリ大作戦!』や『ペット』（ともに2016年）、『レゴバットマン ザ・ムービー』『ボス・ベイビー』『絵文字の国のジーン』（すべて2017年）、『トイ・ストーリー4』『クロース』（ともに2019年）などの作品で踏襲されている。特にミニオンは、映画公開後に人気が徐々に高まり、イルミネーションのマスコットキャラクターとなった。『怪盗グルーの月泥棒』は、様々なインターネット上で多くのミームを生み出すきっかけにもなった。本作はまたフィッシャーにとっても出世作になった。

## 続編と前日譚
『怪盗グルーの月泥棒』の予想外の興行的成功を受け、ユニバーサルは続編の制作に着手した。この続編は、前作の人気を活かすため、大規模なマーケティングキャンペーンが展開された。2013年に公開された『怪盗グルーのミニオン危機一発』は、前作を超える興行収入を記録し、批評家や観客からも同様に高い評価を受けた。その後、2015年には前日譚である『ミニオンズ』、2017年には続編『怪盗グルーのミニオン大脱走』が公開された。これらの作品はいずれも興行収入が10億ドルを超え、それぞれ2015年と2017年の興行収入ランキングでトップクラスにランクインしたが、批評家の評価は賛否が分かれた。
『ミニオンズ』の続編である『ミニオンズ フィーバー』は、当初2020年の公開予定だったが、新型コロナウイルスのパンデミックの影響で2度の延期を経て、2022年に公開された。2024年には『怪盗グルーのミニオン超変身』が公開され、さらに2027年には『ミニオンズ3』が公開予定である。